# نهر يلوستون

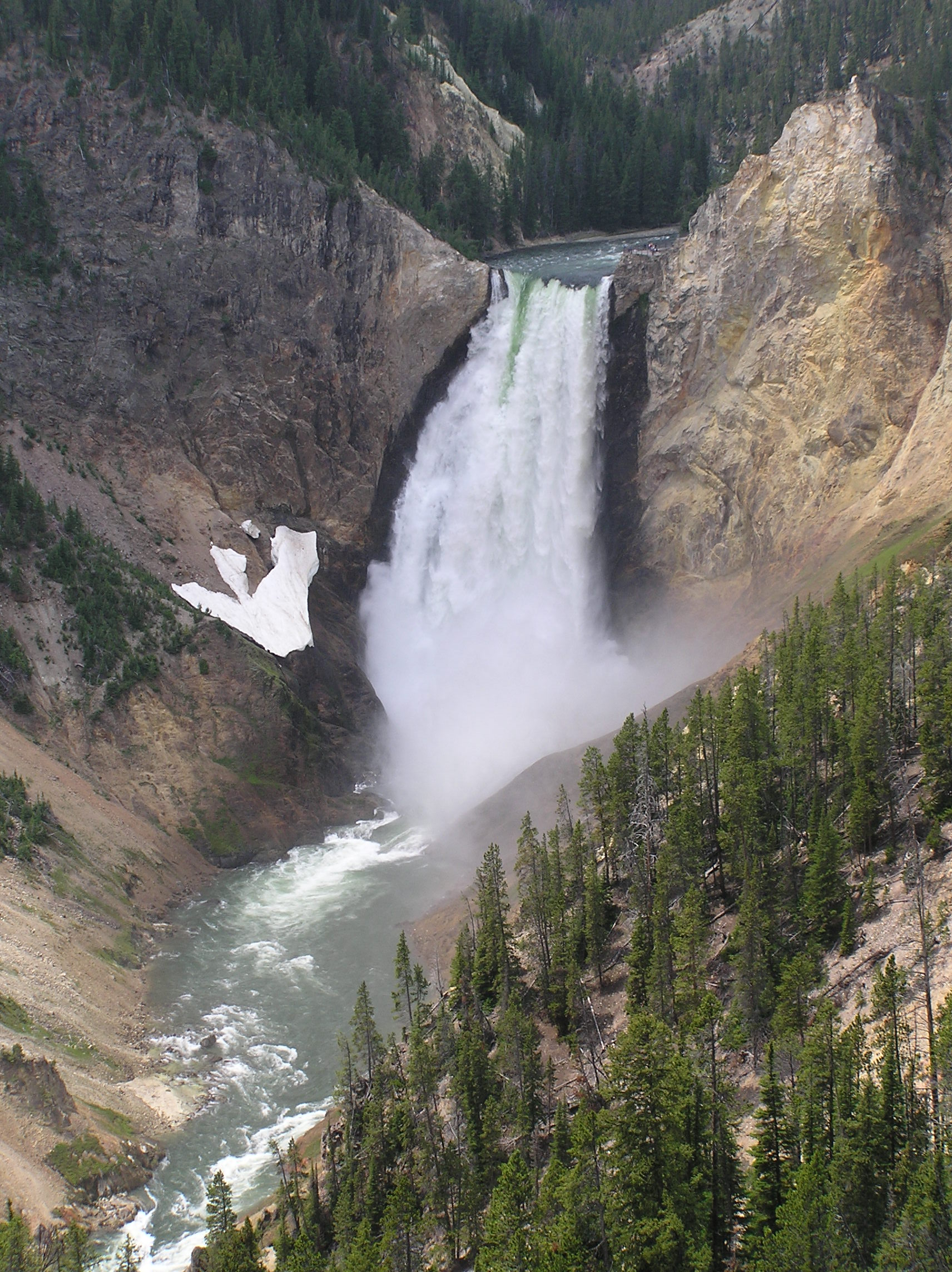
شلالات يلوستون

نهر يلوستون من أنهار الولايات المتحدة الأمريكية،يبلغ طوله 1,114، ينبع بالقرب من كونتيننتال ديفيد في شمال غربي ويومينج، ثم يتدّفق شمالاً إلى متنزه يلوستون وهناك تتكوَّن بحيرة يلوستون التي تغطي مساحة قدرها 355كم². يبلغ طول مجرى النهر 1,080كم، ثم يتّصل بنهر ميسوري.